# Харбиці-Гурні
Харбиці-Гурні (пол. Charbice Górne) — село в Польщі, у гміні Лютомерськ Паб'яницького повіту Лодзинського воєводства.
Населення — 114 осіб (2011).
У 1975-1998 роках село належало до Серадзького воєводства.

## Демографія
Демографічна структура станом на 31 березня 2011 року:
|          | Загалом | Допрацездатний вік | Працездатний вік | Постпрацездатний вік |
| -------- | ------- | ------------------ | ---------------- | -------------------- |
| Чоловіки | 57      | 13                 | 37               | 7                    |
| Жінки    | 57      | 10                 | 31               | 16                   |
| Разом    | 114     | 23                 | 68               | 23                   |